# Église Sainte-Jeanne-d'Arc du Havre
L'église Sainte-Jeanne-d'Arc du Havre est un édifice situé dans la ville du Havre, dans la Seine-Maritime dans la Normandie.

## Situation
L'église se situe place de Bayonvillers, dans le quartier de Sanvic et sur une butte.

## Historique
L'église est édifiée entre 1963 et 1965 par l’architecte René Dechenaud, le clocher prévu n'a pas été réalisé mais un simple beffroi fut ajouté, l'intérieur est sous l'influence de Le Corbusier.
L'église et ses dépendances, à l'exclusion du beffroi ouest, du parking en sous-sol et de sa rampe d'accès sont inscrits au titre des monuments historiques par arrêté du 28 juillet 2005.

## Description
L'église se compose d'un grand volume de plan carré, à la toiture incurvée, d'annexes en sous-sol et d'un parking souterrain. Il présente du narthex, traité en hall d'accueil, ouvrant sur le baptistère et la librairie, ou celle des salles de réunion, s'inscrit dans une volonté autant sociale que religieuse.